# メイダンマスターズ
メイダンマスターズ（Meydan Masters）は、2010年から2012年までアラブ首長国連邦・ドバイのメイダン競馬場で開催された競馬の国際騎手招待競走である。各国の主要な競走の前年の優勝騎手が招待され、4競走のポイント制で12人が争う。日本からは東京優駿（日本ダービー）の優勝騎手が招待される。

## 概要
2010年、メイダン競馬場のオープン記念として開催。前年に行われた世界の主要な11競走の優勝騎手にドバイレーシングクラブから推薦された騎手を加えた12人で優勝を争う。1人が複数の競走に優勝した場合や選出された騎手が辞退した場合、別競走の優勝騎手から選出される。日本からは2010年は横山典弘が招待され、2011年は内田博幸（いずれも東京優駿優勝騎手）が招待された。

### 指定競走
| 開催国         | 競馬場                   | 競走名                                         | 施行コース |
| -------------- | ------------------------ | ---------------------------------------------- | ---------- |
| ドバイ         | メイダン競馬場※          | ドバイシーマクラシック                         | 芝2410m    |
| ドバイ         | メイダン競馬場※          | ドバイワールドカップ                           | AW2000m    |
| アメリカ       | チャーチルダウンズ競馬場 | ケンタッキーダービー                           | D10f       |
| 日本           | 東京競馬場               | 東京優駿（日本ダービー）                       | 芝2400m    |
| イギリス       | エプソム競馬場           | ダービーステークス                             | 芝12f10y   |
| アイルランド   | カラ競馬場               | アイリッシュダービー                           | 芝12f      |
| イギリス       | アスコット競馬場         | キングジョージ6世&クイーンエリザベスステークス | 芝12f      |
| フランス       | ロンシャン競馬場         | 凱旋門賞                                       | 芝2400m    |
| オーストラリア | フレミントン競馬場       | メルボルンカップ                               | 芝3200m    |
| アメリカ       | 持ち回り                 | ブリーダーズカップ・クラシック                 | D/AW10f    |
| 香港           | 沙田競馬場               | 香港カップ                                     | 芝2000m    |

※2009年まではナド・アルシバ競馬場で開催

## 開催規定
以下の4つの競走で行われる。それぞれ出走可能なレーティングが定められており、各馬のレートによって負担重量が決定される。得点は下の表を参照。
| 競走名               | 施行コース | レーティング | 総賞金      |
| -------------------- | ---------- | ------------ | ----------- |
| Maydan Masters Leg 1 | AW1200m    | 95 - 110     | 120,000ドル |
| Maydan Masters Leg 2 | AW1400m    | 95 - 110     | 120,000ドル |
| Maydan Masters Leg 3 | AW2200m    | 95 - 110     | 120,000ドル |
| Maydan Masters Leg 4 | AW2000m    | 95以上       | 150,000ドル |

| 競走名               | 施行コース | レーティング | 総賞金      |
| -------------------- | ---------- | ------------ | ----------- |
| Maydan Masters Leg 1 | AW1600m    | 95 - 105     | 110,000ドル |
| Maydan Masters Leg 2 | AW2200m    | 95以上       | 150,000ドル |
| Maydan Masters Leg 3 | 芝1800m    | 95 - 105     | 110,000ドル |
| Maydan Masters Leg 4 | 芝2400m    | 100 - 110    | 120,000ドル |

| 競走名               | 施行コース | レーティング | 総賞金      |
| -------------------- | ---------- | ------------ | ----------- |
| Maydan Masters Leg 1 | AW1600m    | 95 - 105     | 110,000ドル |
| Maydan Masters Leg 2 | AW1900m    | 80 - 98      | 25,000ドル  |
| Maydan Masters Leg 3 | AW1600m    | 70 - 90      | 20,000ドル  |
| Maydan Masters Leg 4 | 芝1400m    | 90 - 102     | 30,000ドル  |

- 2010年はすべてオールウェザーでの施行だったが2011年は芝での競走も行われる。
- Leg1 - 2は1日目、3 - 4は2日目に行われる。

| 1着 | 2着 | 3着 | 4着 | 5着 | 6着 | 7着 | 8着 | 9着 | 10着 | 11着 | 12着 |
| --- | --- | --- | --- | --- | --- | --- | --- | --- | ---- | ---- | ---- |
| 75  | 20  | 15  | 10  | 8   | 7   | 6   | 5   | 4   | 3    | 2    | 1    |

## 優勝騎手
| 回数  | 施行日        | 優勝騎手               | ポイント |
| ----- | ------------- | ---------------------- | -------- |
| 第1回 | 2010年3月5日  | リチャード・ヒルズ     | 116      |
| 第2回 | 2011年2月18日 | カルヴィン・ボレル     | 86       |
| 第3回 | 2012年1月6日  | クレイグ・ウィリアムズ | 110      |